# بيت عبادي (حبيش)

تعديل مصدري - تعديل

بيت عبادي محلة تابعة لقرية عميقة، التابعة لعزلة السلق بمديرية حبيش إحدى مديريات محافظة إب في الجمهورية اليمنية، بلغ تعداد سكانها 95 حسب تعداد اليمن لعام 2004.